# Áron ben Moše ben Ašer
Áron ben Moše ben Ašer (hebrejsky אהרון בן משה בן אשר‎, žil v první polovině 10. století, zemřel kolem roku 960) byl židovský písař a masoreta žijící v Tiberiadě, který se významně podílel na vzniku tiberiadské vokalizace hebrejštiny. Byl dokonce pokládán za jednoho z vynálezců vokalizace hebrejského písma vůbec, ale ve skutečnosti jen stavěl na pracích předchůdců, přičemž se mohl opřít i o práci vlastních předků, například svého otce Mošeho ben Ašera, který vytvořil Káhirský kodex.

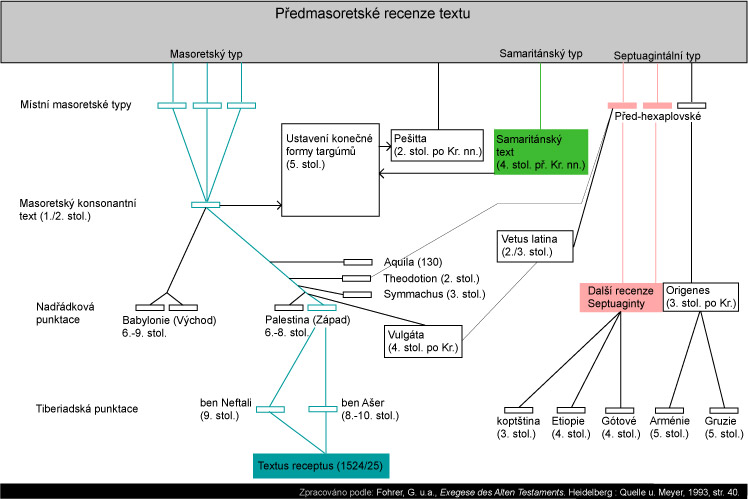
Poloha ben Ašerova přínosu v rámci vývoje masoretských textů

Význam Árona ben Mošeho tkví spíš v tom, že jeho systém se významně prosadil (podporoval jej například Maimonides) a tím došlo k značnému sjednocení dříve různě zapisovaných vokalizací. Nejednalo se ovšem ještě o sjednocení úplné, neboť značného přijetí se dostalo i systému jeho současníka ben Neftálího. Sám Áron ben Moše měl podíl hned na dvou z nejstarších známých masoretských textů. Byl totiž editorem Aleppského kodexu a přinejmenším ovlivnil editory Leningradského kodexu. Byl také prvním, který začal systematicky zkoumat hebrejskou mluvnici.
Podle moderních výzkumů je možné, že patřil (i se svými předky) mezi Karaity.